# Франклін-Гроув (Іллінойс)
Франклін-Гроув (англ. Franklin Grove) — селище (англ. village) в США, в окрузі Лі штату Іллінойс. Населення — 896 осіб (2020).

## Географія
Франклін-Гроув розташований за координатами 41°50′27″ пн. ш. 89°18′2″ зх. д. / 41.84083° пн. ш. 89.30056° зх. д. (41.840944, -89.300569).  За даними Бюро перепису населення США в 2010 році селище мало площу 1,25 км², уся площа — суходіл.

## Демографія
Згідно з переписом 2010 року, у селищі мешкала 1021 особа в 367 домогосподарствах у складі 246 родин. Густота населення становила 814 особи/км².  Було 401 помешкання (320/км²).
Расовий склад населення:
| - 97,7 % — білих - 0,3 % — корінних американців - 0,3 % — чорних або афроамериканців - 0,2 % — азіатів |

До двох чи більше рас належало 1,0 %. Частка іспаномовних становила 1,9 % від усіх жителів.
За віковим діапазоном населення розподілялося таким чином: 24,7 % — особи молодші 18 років, 52,9 % — особи у віці 18—64 років, 22,4 % — особи у віці 65 років та старші. Медіана віку мешканця становила 40,4 року. На 100 осіб жіночої статі у селищі припадало 87,3 чоловіків;  на 100 жінок у віці від 18 років та старших — 80,1 чоловіків також старших 18 років.
Середній дохід на одне домашнє господарство  становив 59 129 доларів США (медіана — 53 214), а середній дохід на одну сім'ю — 69 735 доларів (медіана — 63 438). За межею бідності перебувало 4,4 % осіб, у тому числі 0,6 % дітей у віці до 18 років та 1,4 % осіб у віці 65 років та старших.
Цивільне працевлаштоване населення становило 499 осіб. Основні галузі зайнятості: освіта, охорона здоров'я та соціальна допомога — 29,3 %, виробництво — 19,4 %, транспорт — 12,6 %, будівництво — 6,8 %.